# Gossnab
 (mai 2014).
Si vous disposez d'ouvrages ou d'articles de référence ou si vous connaissez des sites web de qualité traitant du thème abordé ici, merci de compléter l'article en donnant les références utiles à sa vérifiabilité et en les liant à la section « Notes et références ».
La Commission d'État pour la fourniture en matériaux et équipements (en russe : Наркомпрод, Народный комиссариат продовольствия, traduit en Narodny Commissariat Prodovolstviya, souvent abrégé en Narkomprod, puis plus tard Gossnab) était le commissariat d'URSS chargé des ressources alimentaires et des biens industriels. Son premier commissaire était Ivan Teodorovitch.
Plus généralement, cette commission qu'est le Gossnab a permis (avec le Gosplan) de mettre en œuvre d'un point de vue pratique la politique du bloc soviétique à partir de 1945. Le Gossnab s'inscrit dans une planification régionale volontaire de l'URSS, qui veut organiser différents secteurs (agriculture, industrie, textile) sur les territoires contrôlés par l'URSS après la Seconde Guerre mondiale.
Le Gossnab se charge de la distribution et de l'acheminements des matières premières utiles aux différents secteurs d'activité.